# Nâsir ud-Dîn Mahmûd
Nâsir ud-Dîn Mahmûd (mort le 10 février 1266) est un sultan de Delhi de la dynastie des esclaves de 1246 à sa mort. Plus jeune fils d'Îltutmish, il accède au trône après que son neveu Masûd ait été  déposé et emprisonné le 10 juin 1246 par les quarante officiers turcs (Chihalgani). Il règne sous leur contrôle, ne jouant qu'un rôle de représentation. Sa piété lui vaut la faveur des oulémas et explique peut-être la longévité de son règne. Il se passionne pour la calligraphie et emploie son temps à reproduire le Coran. La majeure partie du règne est dominée par la personnalité de Balbân, ancien esclave d'Iltutmish devenu ministre en 1249. Celui-ci évince l'influence des Chihalgani et rétablit l'autorité au Penjab après les troubles causés par les raids mongols (sac de Lahore en 1241) et la volonté d'indépendance des Râjputs. Il devient sultan à la mort de Nâsir qui a épousé sa fille en 1249.

## Source
- THE CAMBRIDGE SHORTER HISTORY OF INDIA, par J. ALLAN, M.A. Publié par CUP Archive